# Marco Berry
Marco Berry, pseudonimo di Marco Marchisio (Torino, 12 aprile 1963), è un illusionista, comico, autore e conduttore televisivo italiano.

## Biografia
Marco Berry cresce a Pino Torinese, ma la notorietà lo porta presto a dividersi tra Milano e Roma. Fin da piccolo si appassiona alla televisione e alla magia; in particolare a quest'ultima è legato da quando, nel 1973, assisteva allo show Sim Sala Bim condotto dal mago Silvan su Rai 1, che lo ha convinto ad allenarsi e organizzare i suoi primi spettacoli all'età di undici anni.
Berry esordisce in televisione come mago nel 1985 e nel 1987 partecipa al programma per bambini Bim bum bam, condotto da Paolo Bonolis e Manuela Blanchard; successivamente prende parte ad altri show di successo come La sai l’ultima? e Domenica a casa nostra. Nel 1995 collabora alla sceneggiatura e alla preparazione delle beffe di Scherzi a parte su Canale 5, ma raggiunge la popolarità con il grande pubblico solo nel 1997 dopo essere diventato un inviato del programma Le Iene su Italia 1; nel 2011 lascia lo show dopo quasi quindici anni di permanenza, affermando di non riconoscersi più negli obiettivi della produzione.
Spesso impegnato in temi sociali, nel 2003 è autore e presentatore della serie di storie di Invisibili, programma di Italia 1 nel quale racconta le travagliate vicende personali di vagabondi e senzatetto; successivamente riprenderà il programma con due diversi spin-off: Invincibili e Inarrestabili. Nel 2008 conduce Vivo x miracolo su LA7, mentre nel 2009 presenta il quiz Cash Taxi su Sky Uno. Dal 2010 al 2014 è uno degli inviati speciali del programma Mistero su Italia 1, mentre nel 2013 affianca Enrico Ruggeri alla conduzione di Lucignolo. Nel 2020 partecipa al reality-show Pechino Express su Rai 2 insieme alla figlia Ludovica, venendo eliminato alla prima puntata.
Nel 2021 è ideatore del primo festival dedicato alla divulgazione spaziale in Italia, lo Space Festival, patrocinato dal comune di Torino e dalla regione del Piemonte. In alcune interviste, Berry ha dichiarato di voler essere il primo civile ad andare nello spazio e che per questo motivo sta cercando di entrare nel progetto di Elon Musk, affrontando una preparazione tecnica simile a quella degli astronauti.

## Impegno umanitario
Da sempre sostenitore dei diritti umani, nel 2011 Marco Berry ha fondato una sua ONLUS, la Marco Berry Magic for Children, che si occupa di aiutare i bambini dei paesi più poveri del mondo attraverso la costruzione di ospedali e il rifornimento di beni di prima necessità; ha inoltre collaborato con la fondazione Mago Sales, partecipando a numerosi spettacoli illusionistici di beneficenza.
Dal 2008 è ambasciatore dell'HB Torino, una squadra di basket di ragazzi che a causa di disabilità giocano in carrozzina.

## Programmi
- Bim bum bam (Italia 1, 1987)
- La sai l'ultima? (Canale 5, 1993)
- Domenica a casa nostra (Rete 4, 1994)
- Scherzi a parte (Canale 5, 1995)
- Le Iene (Italia 1, 1997-2011)
- Invisibili (Italia 1, 2003-2004)
- Danger (Italia 1, 2007)
- Vivo x miracolo (LA7, 2008)
- Cash Taxi (Sky Uno, Cielo 2009-2010; LA7, 2012-2013)
- Uno su tutti (Sky Uno, 2010-2011)
- Invincibili (Italia 1, 2010-2011)
- Mistero (Italia 1, 2010-2014)
- Bau Boys (Italia 1, 2011-2012)
- Lucignolo (Italia 1, 2013-2014)
- Inarrestabili (LA7, 2014)
- Hello Goodbye (Rete 4, 2016-2017)
- Pechino Express (Rai 2, 2020)
- Questo strano mondo (DMAX, 2022)